# Sweet Valerian
Sweet Valerian (スウィート・ヴァレリアン, Suīto Varerian) est une série anime produite par Madhouse Production, en 26 épisodes de quelques minutes. Le chara design vient de CLAMP ; les personnages sont ronds et mignons, car cet anime est pour les enfants.

## Histoire
Kanoko, Kate et Pop se transforment en lapins humanoïdes pour protéger leur ville de Stress Team, accompagnées de Panda-Bu.